# Шевка
Шевката е местен винен сорт грозде, разпространен основно в Сливенско. Най-добре се развива на скелетни почви на наклонени терени. Устойчив е на суша и студ. Дава редовни добиви при дълга резитба. Късен сорт, който зрее през втората половина на септември. Устойчив на гниене. Получените от него червени вина нямат необходимия цвят и киселинност, но са пивки и с обикновен вкус.
Листът е среден, закръглен, слабо нарязан, 5-делен, мъхнат. Повърхността на петурата е равна, мрежесто набръчкана. Очертанието на средната лапа образува тъп ъгъл. Горните врязове са плитки, отворени, лировидни, с тесен отвор и остро дъно. Долните врязове са плитки, отворени във вид на ъгъл. Опашният вряз е затворен, като лапите се застъпват и образуват малък отвор с тясна елипсовидна форма или почти без отвор. Зъбите са малки, триъгълни, с изпъкнали страни, преходни към куполовидни. Нерватурата до първото разклонение отгоре и отдолу е виненочервена. Дръжката е средна, слабо мъхнато-четинеста, светлозелена. Есенното оцветяване на листа е червено. Цветът е двуполов. Гроздът – среден, цилиндричен, полусбит. Дръжката е средно дълга, дебела, вдървесинена в основата, крехка, а зърното – едро, овално, синьо-черно, с изобилен восъчен налеп. Кожицата е дебела, жилава. Месестата част е сочна, плътна, хармонична на вкус. Дръжчицата е средно дълга, тънка, с малко плоско ложе. Четчицата е средно дълга, червена.